# Canton Vaud
Il Vaud, ufficialmente Cantone di Vaud (in francese Canton de Vaud, pronuncia [kɑ̃tɔ̃ də vo]; in tedesco Kanton Waadt, pronuncia [ˈvaːt]; in romancio Chantun Vad; italiano antiquato Cantone di Vado), è uno dei ventisei cantoni della Svizzera, situato nel centro della Svizzera romanda. 
Il territorio del cantone confina con la Francia a ovest, con il canton Neuchâtel a nord, con il canton Friburgo e il canton Berna a est, con il canton Ginevra a sud-ovest e il canton Vallese a sud-est. 
La geografia del cantone è molto varia: il territorio diventa montano a nord ovest con il Massiccio del Giura, attraversa l'Altipiano svizzero e riprende a divenire montuoso ad est con le Alpi Bernesi mentre a sud è quasi completamente bagnato dal Lago Lemano. La cima più alta del cantone è la sommità di Les Diablerets, mentre il punto più basso è situato nella zona del Lago Lemano. La popolazione è concentrata particolarmente attorno all'arco lemanico e il principale centro urbano è rappresentato dalla capitale Losanna.

## Etimologia
Il nome Vaud deriverebbe dall'alto-tedesco antico wald (italiano: foresta). La più antica menzione del toponimo è in latino: Pagus Valdensis e risale ad un atto di donazione dell'Abbazia di San Maurizio, datato 8 ottobre 765.

## Storia
Lungo le rive dei laghi, il Canton Vaud era già abitato in tempi preistorici. In seguito, nel I millennio a.C., il territorio fu abitato da popolazioni celtiche appartenenti alle culture di Hallstatt e La Tène. Nel I secolo a.C. l'area fu popolata dalla tribù celtica degli Elvezi. Quando gli Elvezi furono sconfitti dalle truppe di Cesare nel 58 a.C., il territorio fu annesso all'Impero Romano che vi fondò città. Vevey (Viviscus) e Losanna (Lausonium o Lausonna) sono solo due delle molte città che devono la loro origine a Roma. Eccetto Viviscus che apparteneva alla Retia et Vindelicia, l'area fu assegnata alla provincia della Gallia belgica ed all'interno di essa venne fondata nel 27 a.C. la Civitas Helvetiorum attorno alla sua capitale, Avenches (Aventicum), nei cui dintorni sono ancora molti resti romani.
Con l'avvento del cristianesimo nell'area dell'odierno Vaud furono stabilite due sedi vescovili: quella di Nyon e quella di Avenches, che nel 581 fu spostata a Losanna.

### Medioevo
Tra il II e il IV secolo, l'area di Vaud venne ripetutamente invasa dalle tribù Alemanne e, nel 443 vi si insediarono come foederati i Burgundi. Nel 534 i Franchi Merovingi conquistarono il regno dei Burgundi, nel frattempo divenuto indipendente in seguito alla caduta dell'Impero romano d'Occidente.
In occasione della spartizione dell'Impero carolingio il territorio dell'attuale Canton Vaud fu assegnato al regno di Germania con il trattato di Meerssen dell'870. Tuttavia, nell'888 Rodolfo fondò il regno della Borgogna Transgiurana, di cui faceva parte la regione dell'odierno Vaud. Il suo successore Rodolfo II acquisì il Regno di Provenza nel 934 e unificò i due stati nel Regno di Borgogna. Nel 1015 il vescovo di Losanna fu investito dal re Rodolfo III della contea di Vaud.
Alla morte di Rodolfo III, nel 1032, il regno di Borgogna, e con esso il Vaud, fu incorporato nel Sacro Romano Impero. Inizialmente il Vaud era parte della contea di Borgogna. Nel 1128 la Borgogna Transgiurana fu concessa in feudo dall'Imperatore a Corrado I della famiglia feudale tedesca degli Zähringen come ducato di Burgundia Minor ed a tale famiglia il feudo rimase fino all'estinzione nel 1218. Da parte loro, dopo un decennio di lotte contro gli Zähringer i Vescovi di Losanna riuscirono a farsi riconoscere dagli Imperatori la qualità di principi dell'Impero sul piccolo territorio della Città, autonomi dai feudatari laici.
Dopo un breve periodo ai conti di Kyburg, nel 1234 il Vaud, escluso il territorio vescovile, passò a Pietro II di Savoia. Fu solo allora che alla regione venne data un'unità politica, stabilendo quello che oggi è conosciuto come il Canton Vaud. Essa aveva il titolo di signoria o baronia di Vaud.
In alcuni periodi essa appartenne al conte, poi duca, di Savoia, in altri momenti era appannaggio di un ramo cadetto della famiglia (dal 1234 al 1359 e poi dal 1465 al 1476).
Durante le guerre borgognone il Trattato di Friburgo stabiliva che la Confederazione svizzera restituisse ai Savoia una buona parte del Vaud contro il pagamento di una grossa somma; tuttavia gli svizzeri continuarono ad occupare i territori del Vaud, poiché i Savoia non avevano i mezzi per pagare questo riscatto. Il territorio rimaneva comunque sotto il governo sabaudo.

### Età moderna
Con il declinare del potere dei Savoia, nel 1536, le terre vodesi vennero invase dall'esercito del canton Berna e definitivamente conquistate. Esse vennero governate come territorio soggetto della città di Berna. Il governo di Berna impose la Riforma con la forza e gli occupanti non furono amati dalla popolazione.
Questo malcontento si coagulò in seguito alla Rivoluzione francese. Nel 1797 l'avvocato e patriota Frédéric-César de La Harpe cercò di convincere il generale Bonaparte a suscitare una rivoluzione in Svizzera. Nel 1798 le truppe francesi entrarono in Svizzera. L'appello alla rivoluzione non ebbe quasi seguito, se non nel Vaud, dove ebbe luogo una sollevazione pacifica contro il dominio bernese. I Francesi favorirono allora la proclamazione della Repubblica del Lemano. Entro pochi mesi i francesi occuparono tutta la Svizzera, proclamandovi la Repubblica Elvetica, ed allora anche la Repubblica del Lemano entrò a farne parte come Canton Lemano.
Nel 1803 l'Atto di Mediazione riconobbe definitivamente il Cantone come membro della Confederazione Svizzera e gli diede il nome attuale.
L'attuale costituzione risale al 1831, ma venne sostanzialmente rivista negli anni 1845, 1861 e 1885. Alla metà del XIX secolo il canton Vaud si oppose con vigore al movimento separatista promosso dai cantoni cattolici nell'ambito del Sonderbund, prendendo parte alla breve guerra che ne seguì.

## Simboli
La bandiera e lo stemma adottano lo stesso disegno, che si può blasonare troncato, nel primo d’argento (bianco per la bandiera) al motto LIBERTÉ ET PATRIE in lettere maiuscole d’oro, nel secondo di verde. La simbologia risale al 1803 e deriva dalla bandiera utilizzata durante la rivolta del cantone di Vaud contro il Governo di Berna, con successiva proclamazione a Losanna dell'indipendenza. La bandiera dei rivoltosi era verde e recava il motto Liberté, Egalité a lettere bianche. I colori bianco-verde divennero così le tinte "rivoluzionarie" anche in altre zone del territorio elvetico, venendo adottati tra l’altro a San Gallo, in Turgovia e (transitoriamente) in Argovia. Sulla bandiera vaudois, che come gli altri vessilli elvetici adotta la proporzione 1:1, il motto (divenuto Liberté et patrie) fu poi declinato in nero o verde tra il 1803 e il 1819, per poi passare all’oro allorché Vaud si diede un proprio esercito. Ciò però ha creato una violazione della regola di contrasto dei colori, per le quali in araldica non devono coesistere nello stesso campo elementi bianco/argento con giallo/oro.

## Geografia fisica
Il cantone si estende dal Lago di Neuchâtel a nord, dove confina con il Canton Neuchâtel e il Canton Friburgo, al Lago Lemano a sud, dove confina con il Canton Ginevra e l'Alta Savoia (Francia). Sulla catena del Giura ad ovest, il cantone confina con i dipartimenti francesi di Ain (Rodano-Alpi), Giura, e Doubs (Franca Contea) e con il Canton Neuchâtel. Ad est, il canton Vaud confina con Canton Friburgo, Canton Berna, e Canton Vallese. L'area totale è di 3212 km².
Esiste anche una piccola enclave circondata dal territorio del Canton Friburgo, che contiene Avenches. D'altra parte, ci sono due enclavi del Canton Friburgo (Estavayer e Surpierre), e due del Canton Ginevra (Céligny due volte), nel territorio del Canton Vaud.
La parte sud-est del cantone è montagnosa ed è interessata soprattutto dalle Alpi di Vaud e le Prealpi di Vaud. Les Diablerets con 3210 m fa parte di queste montagne. Ci sono importanti ghiacciai su queste montagne, che ospitano rinomate stazioni sciistiche, come Les Diablerets e Leysin. L'area centrale del cantone, per contro, è costituita da morene e quindi è collinare. Lungo i laghi si trovano delle piane.

## Società

### Evoluzione demografica
A partire dal 1850 il canton Vaud sperimentò un'accelerazione dal punto di vista della crescita demografica, specie a causa dell'immigrazione sia dal resto della Svizzera che dall'estero. I cittadini vodesi passarono dal rappresentare l'82% della popolazione cantonale nel 1860 al 40% nel 1910. La crescita demografica si attenuò però nel corso del XX secolo, anche se il cantone attirò, soprattutto a partire dagli ultimi decenni del XX secolo, una vasta immigrazione dall'estero. Gli stranieri passarono infatti a rappresentare il 7,3% della popolazione nel 1950, il 12,6% nel 1960, il 22,6% nel 1970, il 20,2% nel 1980, il 25,4% nel 1990 e il 27,6% nel 2000.
I principali centri urbani del cantone sono: Losanna, Montreux-Vevey e Yverdon-les-Bains. La regione attorno a Nyon viene spesso considerata come parte dell'agglomerato di Ginevra. Tutte queste località si trovano sul Lago Lemano, eccetto Yverdon, che si trova sul Lago di Neuchâtel. Altre città sono: Aigle, Rolle e Renens.
Abitanti censiti (migliaia)

### Lingue e dialetti
Il cantone è di lingua francese. Storicamente era diffusa la lingua francoprovenzale, che venne gradualmente sostituita dal francese a partire dal XVIII secolo. I principali fattori di questo processo di sostituzione linguistica furono la Riforma protestante, l'industrializzazione e l'immigrazione di massa, che resero il francese la lingua franca nel cantone. Inoltre, a partire dal 1806, l'uso del francoprovenzale venne interdetto a scuola. Si stima che nel XXI secolo i locutori della variante vodese del francoprovenzale si siano ridotti a poche decine.
| Anno | Popolazione totale | Francese        | Tedesco        | Italiano      | Romancio    | Altre |
| ---- | ------------------ | --------------- | -------------- | ------------- | ----------- | ----- |
| 1880 | 235349             | 212164 (90,15%) | 21692 (9,22%)  | 2518 (1,07%)  | 39 (0,02%)  | 2317  |
| 1900 | 281379             | 243463 (86,52%) | 24372 (8,66%)  | 10667 (3,79%) | 92 (0,03%)  | 2785  |
| 1950 | 377585             | 319287 (84,56%) | 41818 (11,08%) | 10925 (2,89%) | 272 (0,07%) | 5283  |
| 1970 | 511851             | 376908 (73,64%) | 45572 (8,90%)  | 50002 (9,77%) | 309 (0,06%) | 39060 |
| 2000 | 640657             | 524234 (81,83%) | 30408 (4,75%)  | 18713 (2,92%) | 268 (0,04%) | 67034 |

### Religioni
Sotto il dominio del canton Berna il Vaud aderì alla Riforma protestante nel XVI secolo. Nel corso del XIX secolo la vita religiosa vodese fu scossa dalle tensioni tra la chiesa protestante ufficiale e i fautori del Risveglio; le autorità cantonali cercarono di limitare le attività dei secondi. Nel 1845 si verificò una scissione nella chiesa protestante vodese, quando molti pastori dettero vita a una chiesa libera. Le due chiese si riunirono poi nel 1965. Il cattolicesimo venne autorizzato nel 1810 e il suo pubblico esercizio venne garantito del 1878. A partire dal XX secolo la componente cattolica è drasticamente aumentata per effetto della massiccia immigrazione dall'Europa meridionale, mentre quella protestante si è ridotta per effetto della secolarizzazione. Nel cantone sono poi attive altre comunità religiose, tra le quali gli ortodossi, gli avventisti, i musulmani e gli ebrei. Nel 2000 i musulmani nel cantone erano 24757, mentre gli ebrei erano 2062. La presenza islamica nel Vaud si costituì soprattutto a partire dagli anni 1970 per effetto dell'immigrazione da Balcani, Turchia e Maghreb, mentre quella ebraica, presente nel Medioevo e scomparsa nel 1437, è testimoniata ad Avenches nel 1826. Sempre nel 2000 89405 vodesi non erano affiliati ad alcuna religione.
| Anno | Popolazione totale | Protestanti    | Cattolici      | Cattolici cristiani | Altri e non affiliati |
| ---- | ------------------ | -------------- | -------------- | ------------------- | --------------------- |
| 1850 | 199575             | 192225 (96,3%) | 6962 (3,5%)    |                     | 388                   |
| 1880 | 235349             | 219427 (93,2%) | 18170 (7,7%)   |                     | 1133                  |
| 1900 | 281379             | 242811 (86,3%) | 36980 (13,1%)  |                     | 1588                  |
| 1950 | 377585             | 294823 (78,1%) | 75142 (19,9%)  | 810                 | 6810                  |
| 1970 | 511851             | 310608 (60,7%) | 184914 (36,1%) | 242                 | 16087                 |
| 2000 | 640657             | 256507 (40%)   | 215401 (33,6%) | 491                 | 168258                |

## Geografia antropica

### Comuni principali
Di seguito sono riportati gli undici comuni del canton Vaud di oltre 10 000 abitanti:
Comuni del canton Vaud
| Stemma            | Comune            | Abitanti | Superficie in km² | Abitanti/ km² | Distretto             |
| ----------------- | ----------------- | -------- | ----------------- | ------------- | --------------------- |
| Losanna           | Losanna           | 125 885  | 41,37             | 3 043         | Losanna               |
| Yverdon-les-Bains | Yverdon-les-Bains | 26 621   | 11,30             | 2 356         | Jura-Nord vaudois     |
| Montreux          | Montreux          | 24 771   | 33,40             | 742           | Riviera-Pays-d'Enhaut |
| Renens            | Renens            | 19 169   | 2,95              | 6 498         | Ouest lausannois      |
| Nyon              | Nyon              | 18 469   | 6,82              | 2 708         | Nyon                  |
| Vevey             | Vevey             | 18 001   | 2,38              | 7 563         | Riviera-Pays-d'Enhaut |
| Pully             | Pully             | 17 108   | 5,84              | 2 929         | Lavaux-Oron           |
| Morges            | Morges            | 14 154   | 3,86              | 3 667         | Morges                |
| Gland             | Gland             | 11 417   | 8,30              | 1 376         | Nyon                  |
| Prilly            | Prilly            | 11 224   | 2,20              | 5 102         | Ouest lausannois      |
| Ecublens          | Ecublens          | 10 929   | 5,71              | 1 914         | Ouest lausannois      |
| La-Tour-de-Peilz  | La Tour-de-Peilz  | 10 772   | 3,29              | 3 274         | Riviera-Pays-d'Enhaut |

### Distretti
Il Canton Vaud è diviso in 10 distretti:
- District d'Aigle, con capoluogo Aigle
- District de la Broye-Vully, con capoluogo Payerne
- District du Gros-de-Vaud, con capoluogo Echallens
- District du Jura-Nord vaudois, con capoluogo Yverdon-les-Bains
- District de Lausanne, con capoluogo Losanna
- District de Lavaux-Oron, con capoluogo Bourg-en-Lavaux
- District de Morges, con capoluogo Morges
- District de Nyon, con capoluogo Nyon
- District de l'Ouest lausannois, con capoluogo Renens
- District de la Riviera-Pays-d'Enhaut, con capoluogo Vevey

## Economia
La capitale Losanna è la città principale del cantone. Attorno ad essa si concentra l'industria leggera, ma il cantone nel suo complesso non è industriale. Alcune città sono specializzate nella produzione di orologi, cioccolato e sigari. A Rolle ha sede Nidecker, azienda specializzata in attrezzature per lo snowboard.
L'agricoltura è diffusa nelle aree lontane dal Lago Lemano. La barbabietola da zucchero è una coltivazione importante attorno ad Orbe, il tabacco nella Valle di La Broye, mentre la frutta viene coltivata ai piedi delle montagne del Giura. Il cantone è il maggior produttore di vino della Svizzera; la maggior parte del vino prodotto nel cantone è bianco, e la maggior parte dei vigneti si trova sulla costa nord del Lago Lemano. L'allevamento di bestiame e il pascolo sono comuni nelle Alpi, ma anche sulle montagne del Giura. Nella regione alpina si trova anche una miniera di sale, a Bex.
Il turismo è importante in molte città lungo il Lago Lemano. Le principali località di villeggiatura lacustri comprendono Losanna, Montreux e Vevey. Villars-sur-Ollon e Leysin sono le principali stazioni di sci invernale.
Nel cantone si trova anche uno dei due politecnici federali: il Politecnico Federale di Losanna, con sede a Ecublens.

## Amministrazione e politica

Logo